# Șotânga
Șotânga est une commune du județ de Dâmbovița en Roumanie.